# Leverantörsdeklaration
Leverantörsdeklaration är ett intyg som används i handel för att intyga ursprungsland på varorna som levereras. Det finns olika typer av leverantörsdeklarationer, dels de som används för att intyga förmånsberättigade ursprungsstatus och dels de som används för att intyga vilken bearbetning som ägt rum på produkter som inte uppfyller de förmånsberättigade ursprungsreglerna.
Den vanligaste typen av leverantörsdeklaration är den för förmånsberättigade ursprung vars syfte är att intyga att materialet eller produkten som levereras uppfyller ursprungsreglerna i EU:s olika frihandelsavtal. Med stöd av en leverantörsdeklaration kan mottagaren av varorna exportera dessa varor till ett land som EU har frihandelsavtal med och utfärda ett så kallat preferentiellt ursprungsintyg. Ett preferentiellt ursprungsintyg innebär att importören kan använda frihandelsavtalet och slippa att betala tull för varorna som importeras. 
Det är inte alltid som det är tillverkaren av en produkt som är exportör. För att kunna använda frihandelsavtalet krävs att produkterna har ursprung och det är oftast tillverkaren av produkten som vet ifall reglerna är uppfyllda eller inte. Leverantörsdeklaration är ett intyg som används inom EU för att bevisa att varorna är ursprungsvaror och som ger stöd till exportören att i sin tur utfärda ett ursprungsintyg vid export från EU. Leverantörsdeklaration är ett ursprungsintyg som används inom EU för att bevisa att produkterna eller insatsmaterialet har ursprung inom EU. Ifall en kund ber sin leverantör om en leverantörsdeklaration finns det två möjligheter för att kunna utfärda en sådan.
Ifall leverantören bearbetar eller tillverkar produkten måste denne kontrollera att produkten uppfyller ursprungsregeln i respektive frihandelsavtal. För att undersöka ursprungsregeln för produkten måste leverantören ha ett HS-nummer. Ursprungsreglerna finns i ursprungsprotokollen till de olika frihandelsavtalen och är uppdelade per HS-nummer. När leverantören kontrollerat ifall produkten uppfyller ursprungsregeln, fyller denne i leverantörsdeklarationen. Det är viktigt att kontrollera ursprungsregeln i de olika avtalen innan leverantörsdeklarationen fylls i. Ursprungsreglerna kan skilja sig åt mellan olika avtal.
Ifall leverantören i sin tur är återförsäljare och inte själv bearbetar produkten eller materialet, måste denne be sin leverantör om en leverantörsdeklaration. Ifall leverantören får en leveantörsdeklaration från sin leverantör kan denne i sin tur utfärda en åt sin kund. Leverantörsdeklarationen används då som bevis för att styrka ursprunget.
Det räcker inte med att företaget vet att produkterna tillverkas inom EU, för att kunna utfärda en leverantörsdeklaration måste företaget ha bevis på att produkterna uppfyller ursprungsregeln i respektive frihandelsavtal. Beviset är antingen en leverantörsdeklaration från en leverantör eller en produktionskalkyl eller liknande om produktionen.     
Mer information om leverantörsdeklaration finns på Business Swedens hemsida.